# Body-Suspension
Body-Suspension bezeichnet eine Form der Körperkunst beziehungsweise Body Modification, bei der eine Person an temporären Piercings, in der Regel in Form von Haken, aufgehängt wird.

## Variationen
Je nach Körperstelle, an der die Haken befestigt sind, wird zwischen verschiedenen Formen der Suspension unterschieden. Im Wesentlichen unterscheidet man zwischen horizontalen und vertikalen Suspensions:

### Vertikale Suspensions

#### Suicide-Suspension

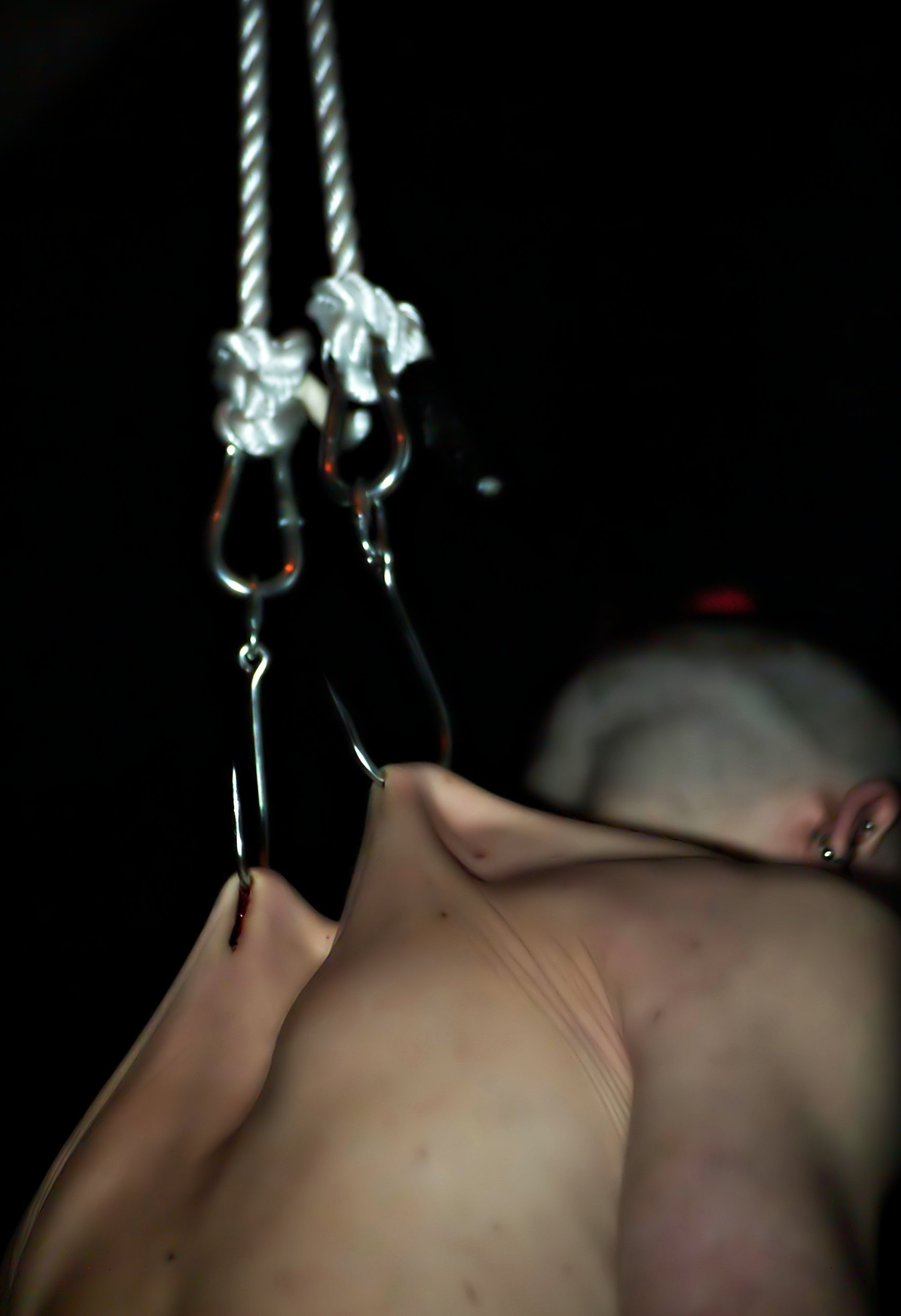
Suicide-Suspension

Werden die Haken in den oberen Bereich des Rückens in der Nähe der Schulterblätter gestochen, spricht man von einer Suicide-Suspension. Meist werden dabei vier bis sechs Haken verwendet. Diese Form der Suspension stellt die meist praktizierte dar und wird vor allem von Anfängern gewählt, da relativ wenige Haken ausreichend sind und der Körper verhältnismäßig viel Bewegungsfreiheit behält.

Werden die Arme dazu in Position einer Kreuzigung mit Haken hochgehalten, spricht man von einer Crucifix-Suspension. Die Last des Hängenden ruht weiterhin auf den Haken im Rücken, der Suicide-Suspension.

#### Chest-Suspension
Bei der Chest-Suspension werden die Haken in den oberen Brustbereich gesetzt. Da die Haut an dieser Stelle verhältnismäßig dünn ist, handelt es sich bei dieser Variation um eine belastendere Suspension. Durch das schwierigere Heben und Senken des Brustkorbes kann es dabei besonders nach längerer Hängezeit zu leichten Atemproblemen kommen.

Die Bezeichnung dieser Suspension als O-Kee-Pa ist irreführend, da das O-Kee-Pa ein mehrtägiges Ritual der Mandan-Indianer bezeichnet, also deutlich mehr als „nur“ eine Chest-Suspension.

#### Knee-Suspension

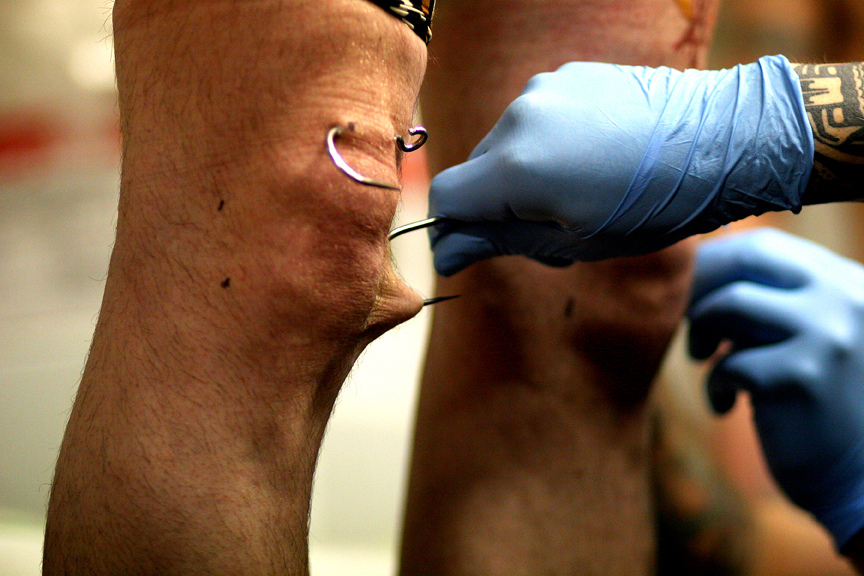
Einführung der Haken für eine Knee-Suspension

Bei der Knee-Suspension befinden sich die Haken seitlich der Knie. Dabei befinden sich die Knie oben. Füße und Kopf hängen herab. Lange Hängezeiten sind dabei durch das Herunterhängen des Kopfes nur schwer möglich.

#### Lotus-Suspension
Die Lotus-Suspension ist dem Lotossitz nachempfunden. Die Haken werden dabei am Rücken und an den Beinen platziert.

### Horizontale Suspensions

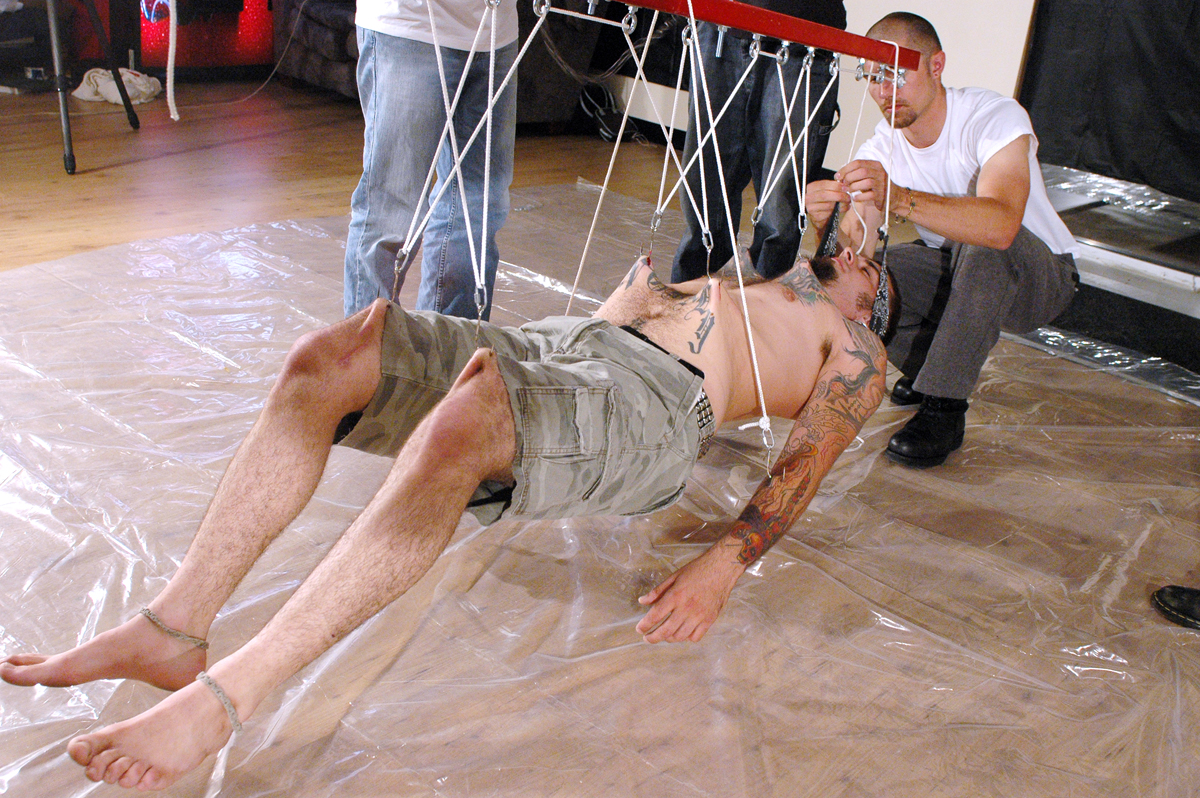
Coma-Suspension

#### Coma-Suspension
Hierbei werden die Haken vom Oberkörper bis zu den Schienbeinen durch die Haut auf der Vorderseite des Körpers gestochen. Die Person hängt somit waagerecht mit dem Gesicht nach oben. Der Name der Suspension ergibt sich aus einer entsprechenden Szene des Films Coma.

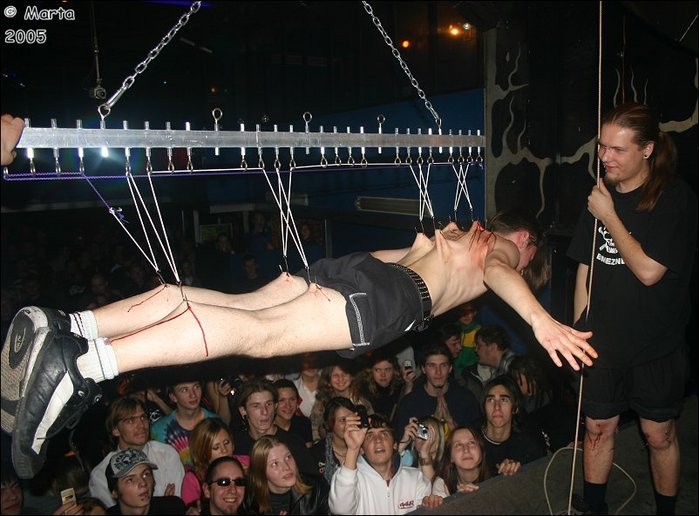
Superman-Suspension

#### Superman-Suspension
Bei der Superman-Suspension werden die Haken analog zur Coma-Suspension auf der Rückseite des Körpers angebracht, wodurch die Person waagerecht mit dem Gesicht nach unten hängt.

#### Resurrection-Suspension
Die Haken werden hierbei am vorderen Oberkörper, also Bauch und Brustkorb, platziert. Die Person hängt somit gekrümmt, Beine und Kopf zeigen nach unten.

## Vorgang
Die Haken werden meist mit Gleitgel eingeführt, was den Vorgang einfacher und schmerzärmer gestaltet. Nachdem sie durch die Haut gestochen wurden, werden sie an Seilen befestigt und diese wiederum mit einem so genannten Suspension-Bar verknotet, um die Zugkraft der verschiedenen Haken auszugleichen. Mit einem Flaschenzug wird zunächst etwas Spannung auf die Seile ausgeübt und die Person anschließend langsam hinauf gezogen. Dabei gilt der Übergang zwischen dem festen Stand und dem freien Hängen als unangenehmster Zeitpunkt. Wie lange die hängende Person freischwebend an den Seilen befestigt sein kann, variiert stark nach persönlicher Belastbarkeit und Motivation und ist von den Körperstellen abhängig, an denen die Haken befestigt wurden. Nach der Suspension werden die Wunden vor dem Entfernen der Haken zunächst von Blutgerinnseln befreit und vor der Wundversorgung ausgiebig massiert, um unter der Haut angesammelte Luft zu entfernen und die Muskulatur zu lockern.

## Haken
Bei den verwendeten Haken handelt es sich entweder um Sonderanfertigungen, welche oft auch mit einer Sicherung ausgestattet sind, die verhindert, dass der Haken aus der Haut herausrutscht, oder um modifizierte und von Widerhaken befreite Angelhaken aus der Hochseefischerei. Letztere zeichnen sich meist durch bessere Stabilität und einen niedrigeren Preis aus. Verwendet werden solche mit einer durchschnittlichen Materialstärke von vier bis fünf Millimetern. Über die optimale Anzahl der verwendeten Haken existieren unterschiedliche Auffassungen. Eine größere Anzahl kann neben den zusätzlichen Schmerzen beim Stechen auch erhöhten Blutverlust und eine größere Infektionsgefahr zur Folge haben. Andererseits wird dadurch das Gewicht besser verteilt, wodurch sich die Suspension wesentlich angenehmer gestaltet und die Gefahr eines Ausreißens des Bindegewebes reduziert wird.

## Risiken
Bei unzureichenden Hygienemaßnahmen kann es bei den Piercings schnell zu Infektionen und Krankheitsübertragungen kommen. Während die Person hängt, können Kreislaufprobleme bis hin zur Besinnungslosigkeit auftreten. Obwohl das Gewebe sehr belastbar ist, kann es – bedingt durch falsche Platzierung der Haken, unzureichende Drahtstärke oder schwaches Bindegewebe – dennoch ausreißen. Eine Suspension stellt eine große Belastung für den Körper dar. Häufig kommt es anschließend zu Rückenschmerzen. Bei Personen mit Rückenproblemen sind langfristige Schäden nicht ausgeschlossen.

## Schmerzen

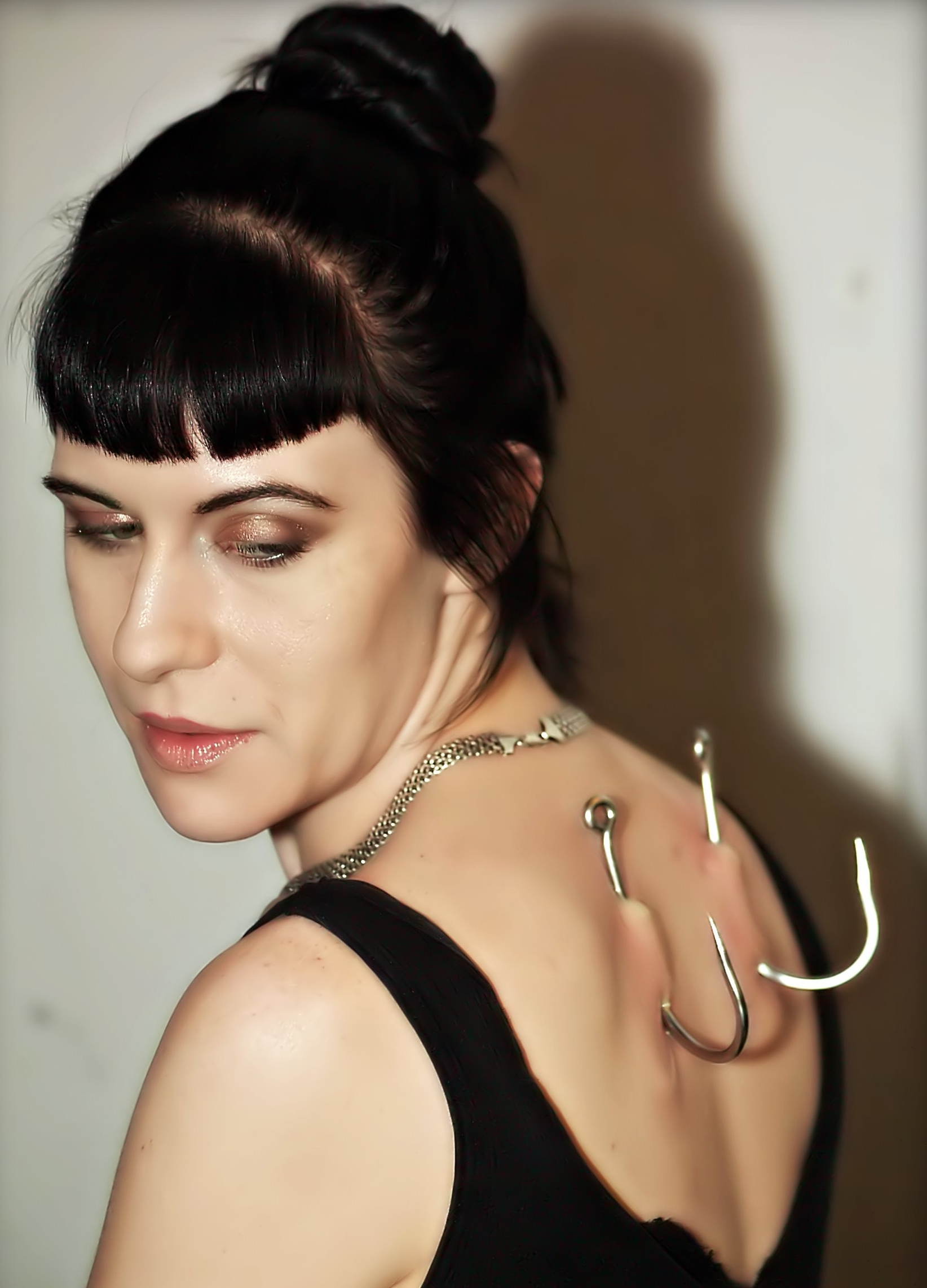
Eingesetzte Haken

Die Prozedur ist mit verschiedenen Arten von Schmerzen verbunden. Durch mentale Vorbereitung, Entspannung und einen tranceähnlichen Zustand kann der Schmerz jedoch bewusst gesteuert und minimiert werden. Das Empfinden beim Durchstechen der Haut ähnelt dem eines gewöhnlichen Piercings, wobei jedoch weitaus mehr Druck ausgeübt wird. Aufgrund der erzeugten Spannung beim Hochziehen entsteht ein brennendes Gefühl. Während des Hängens werden die Schmerzen als relativ konstant und weitaus erträglicher als angenommen beschrieben. Als besonders unangenehm kann allerdings das Austreten der angesammelten Luft aus dem Stichkanal bei der anschließenden Massage wahrgenommen werden. Oft kommt es vor allem nach einer Suicide-Suspension zudem zu einem starken Muskelkater.

## Motivation
Die Durchführung einer Suspension kann auf unterschiedlichsten Beweggründen beruhen. Sie kann sowohl eine Herausforderung darstellen, als auch durch den Nervenkitzel und die erhöhte Adrenalinausschüttung motiviert sein, wie sie auch bei Extremsportarten gegeben ist. Meist liegt die Motivation jedoch in der damit einhergehenden Körpererfahrung, basierend auf Belastbarkeitserprobung und Bewusstseinserweiterung. Häufig begeben sich Personen dabei in einen meditativen Zustand. Auch das Gefühl des freien Schwebens kann ein Beweggrund sein.

## Reaktionen
Indianerverbände lehnen die Aneignung traditioneller Rituale durch westliche Subkulturen ab und distanzieren sich von Suspensions, die – entgegen der ursprünglich religiösen Bedeutung – der Unterhaltung oder persönlichen Erfahrungen dienen.

## Suspension Bondage
Beim Suspension Bondage (auch Hängebondage genannt) wird auf das Piercen mittels Haken oder ähnliches verzichtet. Stattdessen wird der Körper gefesselt und an der Fesselung aufgehängt. Typische Risiken der Body-Suspension, wie Infektionsgefahr, mögliches Ausreißen von Haken oder gefährliche Verletzungen durch falsch gesetzte Haken entfallen.
Allerdings ist auch Hängebondage nicht zwingend risiko- und schmerzfrei. Bei zu enger Fesselung können Körperteile abgeschnürt werden, was durch den Zug beim Hängen noch zusätzlich verstärkt werden kann. Es kann zu Schäden infolge von mangelnder Blutversorgung, Nerven-, Muskel- oder Hautquetschungen oder Quetschungen innerer Organe kommen. Auch Überdehnungen von Sehnen und Bändern können auftreten. Bei falscher Belastung können Gelenke auskugeln. Besonders riskant ist das Aufhängen am Hals, da hier die Gefahr des Erstickens und Genickbruches besteht. Ist die Fesselung nicht reißfest genug, kann es außerdem zu Stürzen kommen. Besonders aufwendige oder zu feste Fesselungen können dazu führen, dass die Fesselung im Notfall nicht schnell genug gelöst werden kann.
Im Gegensatz zum gewöhnlichen Bondage sind deshalb auch immer die Belastungen, die durch das Hängen entstehen, einzukalkulieren. Die Fesselungen sollten stabil sein und sich nicht unter Belastung zusammenziehen. Gefesselte Menschen sollten nie allein gelassen werden, wenn sie sich nicht selber befreien können. Notfallwerkzeug sollte bereitliegen.